# Giovanni Lombardi
Giovanni Lombardi (Pavia, 20 juli 1969) is een voormalig Italiaans wielrenner.

## Carrière
De in Pavia geboren Lombardi werd beroepswielrenner in 1992 bij Lampre. Zijn specialiteit was de massasprint, wat al bleek toen hij in zijn tweede profjaar onder meer een etappe won in de Midi Libre en het jaar erop twee etappes in zowel de Ronde van Zwitserland als de Ronde van Murcia op zijn naam schreef. Ook werd hij driemaal tweede in een etappe in de Ronde van Italië. In 1995, zijn eerste jaar in dienst van Team Polti, won hij wel een Giro-etappe en nog één in de Ronde van Zwitserland, een jaar later gevolgd door opnieuw een etappe in de Giro, alsmede één in de Ronde van Nederland.
Toch bleef Lombardi in de schaduw staan van de echt grote sprinters van zijn generatie, zoals Erik Zabel en Mario Cipollini. Lombardi koos daarom eieren voor zijn geld en verkaste in 1997 naar Team Deutsche Telekom, waar hij sprints aan zou moeten trekken voor Erik Zabel. Op zijn eerste jaar daar na, moest hij het seizoenshoogtepunt, de Ronde van Frankrijk, echter aan zich voorbij laten gaan. Het team gaf de voorkeur aan klassementsrenners. In overige wedstrijden reed Lombardi echter zelf een aardige erelijst bij elkaar, met onder meer twee etappezeges in de Ronde van Catalonië, de Ronde van Oostenrijk, de Bicicleta Vasca en de Tirreno-Adriatico en ook nog in de Ronde van Spanje, de Ronde van Nederland, de Ronde van Burgos en de Ronde van Denemarken.
In 2002 keerde hij terug naar zijn eigen land, om in dienst van Cipollini te gaan rijden bij eerst Acqua & Sapone–Cantina Tollo en vervolgens Domina Vacanze–Elitron. Naast veel werk in de laatste kilometers voor zijn kopman, won hij zelf etappes in de Giro (twee keer), Vuelta, Ronde van Romandië en Ronde van Aragon. In 2005 verliet hij Cipollini en ging naar het Deense Team CSC, voor wie hij in zijn derde Tour zal starten. Lombardi was in de winters actief als baanrenner en reed veel zesdaagsen, vaak als partner van Marco Villa. Zijn belangrijkste prestatie op de piste is zijn gouden medaille op de olympische puntenkoers in 1992 te Barcelona.
In 2006 zette hij een punt achter zijn loopbaan.
Na zijn carrière werd Lombardi manager van onder andere de broers Fränk en Andy Schleck.

## Belangrijkste overwinningen
1989
Eindklassement Ronde van Berlijn
1990
Milaan-Busseto
1991
Milaan-Busseto
1992
 Olympisch kampioen puntenkoers, Elite
1993
1e en 4e etappe deel B Hofbrau Cup
1994
1e en 3e etappe Ronde van Murcia
1996
3e etappe Ronde van Nederland
1997
5e etappe Ronde van Nederland
2002
3e etappe Ronde van de Middellandse Zee
1e etappe Tirreno-Adriatico
2e en 5e etappe Ronde van Aragón
1e en 3e etappe Ronde van Romandië
6e etappe Ronde van Italië
13e etappe Ronde van Spanje
2003
20e etappe Ronde van Italië
2006
1e etappe deel B Internationale wielerweek (ploegentijdrit)

## Resultaten in voornaamste wedstrijden
| Jaar | Ronde van Italië | Ronde van Frankrijk | Ronde van Spanje |
| ---- | ---------------- | ------------------- | ---------------- |
| 1993 |                  |                     | opgave           |
| 1994 | 91e              |                     |                  |
| 1995 | 114e (1)         | 103e                |                  |
| 1996 | 92e (1)          |                     | opgave           |
| 1997 |                  | 118e                |                  |
| 1998 |                  |                     | opgave (1)       |
| 1999 |                  |                     | 85e              |
| 2000 |                  |                     | 84e              |
| 2001 | 89e              |                     |                  |
| 2002 | 87e (1)          |                     | opgave (1)       |
| 2003 | 70e (1)          |                     | 79e              |
| 2004 | 119e             |                     |                  |
| 2005 | 88e              | 118e                | 114e             |
| 2006 | 117e             | opgave              |                  |

| Jaar | Milaan-San Remo | Gent-Wevelgem | Ronde van Vlaanderen | Parijs-Roubaix | Cyclassics Hamburg | Parijs-Tours |  | WK op de weg |
| ---- | --------------- | ------------- | -------------------- | -------------- | ------------------ | ------------ |  | ------------ |
| 1993 |                 |               |                      |                |                    |              |  |              |
| 1994 |                 |               |                      |                |                    |              |  |              |
| 1995 | 68e             | 5e            | 14e                  | 54e            |                    |              |  |              |
| 1996 | 129e            | Zilver        | 110e                 |                |                    | ↑            |  |              |
| 1997 |                 | 73e           |                      |                |                    |              |  |              |
| 1998 |                 | 32e           |                      |                |                    | 30e          |  |              |
| 1999 | 147e            |               |                      |                |                    | 35e          |  |              |
| 2000 |                 |               |                      |                |                    |              |  |              |
| 2001 |                 |               |                      |                |                    |              |  |              |
| 2002 | 31e             | 49e           | 56e                  |                | 12e                | 85e          |  | 27e          |
| 2003 | 62e             | 12e           | 70e                  |                | 8e                 | 14e          |  | 20e          |
| 2004 | 119e            |               |                      |                |                    |              |  |              |
| 2005 | 69e             |               |                      |                |                    |              |  | 84e          |
| 2006 |                 |               |                      |                |                    |              |  |              |

1900: Enrico Brusoni ·
1984: Roger Ilegems
1988: Dan Frost ·
1992: Giovanni Lombardi ·
1996: Silvio Martinello ·
2000: Juan Llaneras ·
2004: Michail Ignatjev ·
2008: Juan Llaneras
Wielerploegen van Giovanni Lombardi
Belli ·
Bincoletto ·
Bodyk ·
Bono ·
Bontempi ·
Bortolami ·  
D. Bramati ·
L. Bramati ·
Cortinovis ·
Krawczyk ·
Lombardi ·
Martinelli · 
Nicoletti ·
Piovani ·
Spruch ·
Svorada ·  
Szerszynski · 
Tonkov
Abdoezjaparov ·
Allocchio ·
Belli ·
Bono ·
Bortolami ·  
D. Bramati ·
L. Bramati ·
Cortinovis ·
da Silva ·
Fondriest ·
Gualdi ·
Hontsjenkov ·
Lietti ·
Lombardi ·
Oesjakov · 
Spruch ·
Svorada ·  
Szerszynski · 
Tonkov ·
Zen ·
Totschnig (stagiair)
Belli ·
Bramati ·
Conti ·
Faresin ·
Fondriest ·
Galletti ·
Gualdi ·
Hontsjenkov ·
Lietti ·
Lombardi ·
Serpellini · 
Spruch ·
Svorada ·  
Tonkov ·
Trepin ·
Zen ·
Prada (stagiair)
Baldinger ·
Boyer ·
Brasi ·
Chaurreau ·
Crepaldi ·
Fidanza ·
Gianetti · 
Gualdi ·  
Imanaka ·
Leblanc  ·
Lombardi ·
Martinelli ·
Oesjakov ·
Pelliccioli ·
Pianegonda ·
Pistore ·
Scirea ·
Totschnig ·
Celestino (stagiair) ·
Frutti (stagiair) ·
Valoti (stagiair)
Baldinger ·
Brasi ·
Calzavara ·
Celestino ·
Chaurreau ·
Crepaldi ·
Gianetti · 
Gualdi · 
Guerini ·
Guesdon · 
Imanaka ·
Leblanc ·
Lombardi ·
Oesjakov ·
Pianegonda ·
Quaranta ·
D. Rebellin ·
S. Rebellin ·
Totschnig ·
de Vries ·
Colleoni (stagiair) ·
Sacchi (stagiair) ·
Valoti (stagiair)
Aldag ·
Bölts ·
Corvers ·
Dietz ·
Henn ·
Heppner ·
Holm ·
Hundertmarck ·
Kummer ·
Lafis · 
Lombardi ·
Ludwig (tot 15/02) ·
Riis ·
Schaffrath ·
Totschnig ·
Ullrich ·
Wesemann ·
Zabel
Aldag ·
Baldinger ·
Blaudzun ·
Bölts ·
Dietz ·
Frattini ·
Henn ·
Heppner ·
Hundertmarck ·
Klöden ·
Lombardi ·
Müller ·
Riis ·
Schaffrath ·
Totschnig ·
Ullrich ·
Wesemann ·
Zabel
Aldag ·
Baldinger ·
Bölts ·
Elli ·
Frattini ·
Grabsch ·
Guerini ·
Henn ·
Heppner ·
Hondo ·
Hundertmarck ·
Jaksche ·
Klöden ·
Lombardi ·
Riis ·
Schaffrath ·
Totschnig ·
Ullrich   ·
Wesemann ·
Zabel
Aldag ·
Bölts ·
Elli ·
Fagnini ·
Grabsch ·
Guerini ·
Heppner ·
Hondo ·
Hundertmarck ·
Jaksche ·
Kessler ·
Klöden ·
Lombardi ·
Mizoerov ·
Schaffrath ·
Schreck ·
Totschnig ·
Trampusch ·
Ullrich    ·
Vinokoerov ·
Wesemann ·
Zabel
Aldag ·
Bartko ·
Bölts ·
Elli ·
Fagnini ·
Grabsch ·
Guerini ·
Heppner ·
Hiekmann ·
Hondo ·
Hundertmarck ·
Kessler ·
Klier ·
Klöden ·
Livingston ·
Lombardi ·
Mizoerov ·
Schaffrath ·
Schreck ·
Sgambelluri ·
Trampusch ·
Ullrich    ·
Vinokoerov ·
Wesemann ·
Zabel
Astolfi ·
Bennati · 
Cardellini ·
Cipollini  ·
Colombo ·
Conti ·
Derganc ·
Di Cintio ·
García ·
Gasperoni ·
Gentili · 
Giabbecucci ·
Giunti ·
González ·
Kolobnev ·
Lobato ·
Lombardi ·
Martín ·
Masciarelli · 
Peña ·
Pospjejev · 
Scarponi ·
Scirea ·
Simeoni · 
Trenti
Astolfi ·
Bennati · 
Cardellini · 
Cipollini  ·
Colombo · 
Derganc ·
Gasperoni ·
Gentili ·
Giunti ·  
González · 
Jones · 
Kolobnev ·
Lobato · 
Lombardi ·
Marinangeli ·
Martín ·
Mondini ·  
Ongarato · 
Pospjejev · 
Scarponi ·
Scirea ·
Secchiari ·
Simeoni ·
Valoti ·
Di Nucci (stagiair) ·
Garbelli (stagiair)
Aug ·
Bajenov · 
Cardellini · 
Cipollini ·
Clinger ·
Colombo · 
Derganc ·
Fagnini ·
Failli ·
Fischer ·
Galletti ·
Gentili ·
Giunti ·  
Iannetti ·
Jones · 
Kolobnev · 
Lombardi ·
Marinangeli ·
Mori ·  
Naudužs ·
Scarponi ·
Scirea ·
Secchiari ·
Simeoni ·
Valoti ·
Agnoli (stagiair) ·
De Fino (stagiair)
Arvesen ·
Bak ·
Basso ·
Blaudzun · 
Breschel ·
Bruun Eriksen ·
Calvente ·
Gerdemann ·
Guidi (tot 15/02) ·
Goesev ·
Hoffman (tot 15/07) ·
Johansen ·
Julich ·
Lombardi ·
Luttenberger ·
Michaelsen · 
Müller ·
Peron ·
Piil ·
Roberts ·
Sastre ·
A. Schleck ·
F. Schleck ·
N. Sørensen · 
Vandborg ·
Vande Velde ·
Voigt ·
Zabriskie ·
Klostergaard (stagiair) ·
C. A. Sørensen (stagiair) 
Arvesen ·
Bak ·
Basso ·
Blaudzun · 
Breschel ·
Cancellara   ·
Cuesta ·
Hoestov ·
Johansen ·
Julich ·
Klostergaard ·
Kroon ·
Ljungqvist ·
Lombardi ·
Luttenberger ·
Michaelsen · 
Müller ·
O'Grady ·
Pedersen ·
Peron ·
Piil ·
Roberts ·
Sastre ·
A. Schleck ·
F. Schleck ·
Sørensen · 
Vandborg ·
Vande Velde ·
Voigt ·
Zabriskie